# Prairie Township (comté de Searcy, Arkansas)
Prairie Township est l'un des quinze townships du comté de Searcy, en Arkansas, aux États-Unis,.

### Source de la traduction
- (en) Cet article est partiellement ou en totalité issu de l’article de Wikipédia en anglais intitulé « Prairie Township, Searcy County, Arkansas » (voir la liste des auteurs).